# Дальневосточная армия ПВО
Дальневосточная армия ПВО — оперативное объединение войск противовоздушной обороны СССР. 

## Формирование
- Первое формирование армии произошло 29 октября 1945 года переформированием Приамурской армии ПВО.
- Второе формирование, получившее наименование Отдельная Дальневосточная армия ПВО, было создано в декабре 1956 года преобразованием Амурской армии ПВО со штабом в Хабаровске, которая, в свою очередь, была сформирована на базе Комсомольско-Хабаровского района ПВО и 50-го истребительного авиационного корпуса ПВО в декабре 1954 года.

## История организационного строительства
- Дальневосточная зона ПВО
- Приамурская армия ПВО (с 01.04.1945 г.);
- Дальневосточная армия ПВО (с 29.10.1945 г.)[1];
- Амурская армия ПВО (с 01.06.1954 г.);
- Отдельная Дальневосточная армия ПВО (с 01.12.1956 г.);
- 11-я отдельная армия ПВО (с 24.03.1960 г.)[2];
- 11-я отдельная Краснознамённая армия ПВО (с 30.04.1975 г.)[3];
- войсковая часть 64603

В составе ВС Российской Федерации:
- 11-я отдельная Краснознамённая армия ПВО;
- 11-я армия ВВС и ПВО (с 01.07.1998 г.)
- 3-е Краснознамённое командование ВВС и ПВО (с 01.12.2010 г.);
- 11-я армия ВВС и ПВО (с 01.08.2015 г.).

## Расформирование
- В связи с реорганизацией управлений формирований войск ПВО с июня 1946 года управление армии (первое формирование) расформировано. Соединения и части армии вошли в состав Дальневосточного округа ПВО, сформированного на основе переформированного управления Приморской армии ПВО, и в состав 1-го истребительного авиационного корпуса ПВО, формируемого на основе истребительный авиационных полков армии.
- В марте 1960 года управление Отдельной Дальневосточной армии ПВО было переименовано в 11-ю отдельную армию ПВО.

## Состав армии
- 3-й корпус ПВО;
- 15-й корпус ПВО;
- 97-я дивизия ПВО;
- 98-я дивизия ПВО;
- 149-я истребительная авиационная дивизия:
  - 18-й истребительный авиационный полк;
  - 60-й истребительный авиационный полк;
  - 400-й истребительный авиационный полк.
- 165-я истребительная авиационная Краснознамённая дивизия ПВО (с 01.02.1957 года по 01.04.1958 г.):
  - 781-й истребительный авиационный полк ПВО[4][5]
  - 31-й истребительный авиационный полк ПВО;
  - 47-й истребительный авиационный полк ПВО.

## Командный состав

### Командующие
- генерал-майор артиллерии Яков Корнеевич Поляков[1]  (с 29.10.1945 г. по 01.06.1946 г.)
- генерал-майор авиации Алексей Ильич Подольский, с 1956 по 1960 гг.

### Заместители
- Член Военного совета — генерал-майор авиации Владимир Степанович Шимко
- Начальник штаба — генерал-майор Григорий Михайлович Кобленц

## Боевая задача
Основная задача армии — прикрытие от ударов с воздуха городов Хабаровск, Комсомольск-на-Амуре, Николаевск-на-Амуре, объектов, коммуникаций тыла, районов сосредоточения и группировки войск фронта. Частью сил прикрывала объекты на Северном Сахалине.